# Tercera División de España 1930-31
La temporada 1930-31 de la Tercera División de España de fútbol corresponde a la 2.ª edición del campeonato que se disputó entre el 7 de diciembre de 1930 y el 26 de abril de 1931.
El campeón de esta temporada y único club que ascendió a Segunda División fue el R. C. Celta de Vigo.

## Sistema de competición
La Tercera División de España 1930-31 fue organizada por la Real Federación Española de Fútbol.
El campeonato contó con la participación de 25 clubes y se desarrolló en dos fases. En la primera fase se formaron tres grupos, dos de ocho equipos, y otro dividido en dos subgrupos, uno de seis equipos y otro de tres; agrupándose por criterios de proximidad geográfica. Esta primera fase de disputó siguiendo un sistema de liga, de modo que los ocho equipos de cada grupo se enfrentaron entre sí, todos contra todos en dos ocasiones -una en campo propio y otra en campo contrario- sumando un total de 14 jornadas. El orden de los encuentros se decidió por sorteo antes de empezar la competición.
Se estableció una clasificación con arreglo a los puntos obtenidos en cada enfrentamiento, a razón de dos por partido ganado, uno por empatado y ninguno en caso de derrota. En caso de empate a puntos entre dos o más clubes en la clasificación, se tuvo en cuenta el mayor cociente de goles.
Los primeros clasificados de cada grupo pasaron a la fase final. El grupo dividido en dos subgrupos decidió su campeón en un enfrentamiento a ida y vuelta entre los dos primeros de cada uno de ellos, y el vencedor se enfrentó al ganador de una eliminatoria a ida y vuelta entre los otros dos campeones. En la final, el vencedor logró el ascenso a Segunda División.

## Clubes participantes

### Grupo I
| - R. C. Celta de Vigo - Cultural y Deportiva Leonesa - Club Gijón - C. D. Nacional de Madrid - Racing Ferrol F. C. - Racing Club de Madrid - Real Stadium Club Avilesino - Real Valladolid Deportivo |

### Grupo II
| - C. A. Aurora - Baracaldo F. C. - C. D. Logroño - C. A. Osasuna - C. D. Patria Aragón - Sestao S. C. - Tolosa S. C. - Real Zaragoza C. D. |

### Grupo III - A
| - F. C. Badalona - Gimnástico F. C. - Levante F. C. - C. E. Júpiter - C. E. Sabadell F. C. - S. C. Puerto Sagunto |

### Grupo III - B
| - Cartagena F. C. - F. C. Malagueño - R. C. Recreativo de Huelva |

## Fase de grupos

### Grupo I
| Pos. | Equipo                       | Pts. | PJ | G | E | P | GF | GC | Dif. | Clasificación       |
| ---- | ---------------------------- | ---- | -- | - | - | - | -- | -- | ---- | ------------------- |
| 1    | R. C. Celta de Vigo (A)      | 20   | 14 | 8 | 4 | 2 | 46 | 18 | +28  | Acceso a fase final |
| 2    | Real Valladolid Deportivo    | 18   | 14 | 6 | 6 | 2 | 25 | 18 | +7   |                     |
| 3    | Racing Ferrol F. C.          | 17   | 14 | 6 | 5 | 3 | 34 | 24 | +10  |                     |
| 4    | Club Gijón                   | 14   | 14 | 5 | 4 | 5 | 27 | 34 | −7   |                     |
| 5    | C. D. Nacional de Madrid     | 13   | 14 | 5 | 3 | 6 | 26 | 34 | −8   |                     |
| 6    | Cultural y Deportiva Leonesa | 11   | 14 | 3 | 5 | 6 | 25 | 33 | −8   |                     |
| 7    | Racing Club de Madrid        | 10   | 14 | 3 | 4 | 7 | 23 | 35 | −12  |                     |
| 8    | Real Stadium Club Avilesino  | 9    | 14 | 4 | 1 | 9 | 29 | 39 | −10  |                     |

 Fuente: Fútbol Regional

### Grupo II
| Pos. | Equipo              | Pts. | PJ | G  | E | P  | GF | GC | Dif. | Clasificación       |
| ---- | ------------------- | ---- | -- | -- | - | -- | -- | -- | ---- | ------------------- |
| 1    | Baracaldo F. C.     | 23   | 14 | 10 | 3 | 1  | 38 | 13 | +25  | Acceso a fase final |
| 2    | C. D. Logroño       | 22   | 14 | 10 | 2 | 2  | 45 | 19 | +26  |                     |
| 3    | C. A. Osasuna       | 20   | 14 | 9  | 2 | 3  | 43 | 21 | +22  |                     |
| 4    | Real Zaragoza C. D. | 13   | 14 | 6  | 1 | 7  | 26 | 46 | −20  |                     |
| 5    | Sestao S. C.        | 11   | 14 | 5  | 1 | 8  | 28 | 29 | −1   |                     |
| 6    | Tolosa F. C.        | 10   | 14 | 4  | 2 | 8  | 40 | 41 | −1   |                     |
| 7    | C. D. Patria Aragón | 10   | 14 | 5  | 0 | 9  | 27 | 40 | −13  |                     |
| 8    | C. A. Aurora        | 3    | 14 | 1  | 1 | 12 | 13 | 51 | −38  |                     |

 Fuente: Fútbol Regional

### Grupo III - A
| Pos. | Equipo               | Pts. | PJ | G | E | P | GF | GC | Dif. | Clasificación       |
| ---- | -------------------- | ---- | -- | - | - | - | -- | -- | ---- | ------------------- |
| 1    | S. C. Puerto Sagunto | 14   | 10 | 6 | 2 | 2 | 20 | 16 | +4   | Acceso a fase final |
| 2    | C. E. Sabadell F. C. | 12   | 10 | 5 | 2 | 3 | 23 | 20 | +3   |                     |
| 3    | F. C. Badalona       | 12   | 10 | 5 | 2 | 3 | 23 | 11 | +12  |                     |
| 4    | C. E. Júpiter        | 12   | 10 | 5 | 2 | 3 | 22 | 12 | +10  |                     |
| 5    | Gimnástico F. C.     | 8    | 10 | 3 | 2 | 5 | 17 | 24 | −7   |                     |
| 6    | Levante F. C.        | 2    | 10 | 0 | 2 | 8 | 11 | 33 | −22  |                     |

 Fuente: Fútbol Regional

### Grupo III - B
| Pos. | Equipo                     | Pts. | PJ | G | E | P | GF | GC | Dif. | Clasificación       |
| ---- | -------------------------- | ---- | -- | - | - | - | -- | -- | ---- | ------------------- |
| 1    | R. C. Recreativo de Huelva | 5    | 4  | 2 | 1 | 1 | 8  | 6  | +2   | Acceso a fase final |
| 2    | F. C. Malagueño            | 4    | 4  | 2 | 0 | 2 | 8  | 6  | +2   |                     |
| 3    | Cartagena F. C.            | 3    | 4  | 1 | 1 | 2 | 5  | 9  | −4   |                     |

 Fuente: Fútbol Regional

#### Final Grupo III
| Ida; 15 de marzo de 1931 | S. C. Puerto Sagunto | 1:1     | R. C. Recreativo de Huelva | Estadio de Mestalla, Valencia |                              |
|                          | Reverter 44'         | Reporte | Bracero 8'                 | Árbitro(s): Melcón Bartolomé  | Árbitro(s): Melcón Bartolomé |

| Vuelta; 22 de marzo de 1931 | R. C. Recreativo de Huelva | 3:0     | S. C. Puerto Sagunto | Estadio del Velódromo, Huelva |                      |
|                             | ? · ? · ?                  | Reporte |                      | Árbitro(s): Espinosa          | Árbitro(s): Espinosa |

- El R. C. Recreativo de Huelva se clasifica para la fase final.

## Fase final
Participaron los primeros clasificados de los tres grupos de Tercera División y tan solo el campeón conseguía plaza en Segunda División.

### Semifinales

#### Baracaldo F.C. - R. C. Celta de Vigo
| Ida; 29 de marzo de 1931 | Baracaldo F. C. | 0:0     | R. C. Celta de Vigo | Estadio de Lasesarre, Baracaldo |                               |
|                          |                 | Reporte |                     | Árbitro(s): Menchaca González   | Árbitro(s): Menchaca González |

| Vuelta; 5 de abril de 1931 | R. C. Celta de Vigo | 1:1     | Baracaldo F.C. | Estadio de Balaídos, Vigo  |                            |
|                            | Polo 73'            | Reporte | Eguía 63'      | Árbitro(s): Escartín Morán | Árbitro(s): Escartín Morán |

| Desempate; 9 de abril de 1931 | R. C. Celta de Vigo             | 3:2     | Baracaldo F. C. | Campo de El Parral, Madrid   |                              |
|                               | Piñeiro · Cameselle · Cameselle | Reporte | Reñones · ?     | Árbitro(s): Melcón Bartolomé | Árbitro(s): Melcón Bartolomé |

### Final

#### R. C. Celta de Vigo - R. C. Recreativo de Huelva
| Ida; 19 de abril de 1931 | R. C. Celta de Vigo                               | 4:0     | R. C. Recreativo de Huelva | Estadio de Balaídos, Vigo    |                              |
|                          | Valcárcel 31', 44' (pen.), 58' (pen.) · Cameselle | Reporte |                            | Árbitro(s): Hernández Areces | Árbitro(s): Hernández Areces |

| Vuelta; 26 de abril de 1931 | R. C. Recreativo de Huelva | 3:0 | R. C. Celta de Vigo | Estadio del Velódromo, Huelva |                            |
|                             | ? · ? · ?                  |     |                     | Árbitro(s): Escartín Morán    | Árbitro(s): Escartín Morán |

- El R. C. Celta de Vigo asciende a Segunda División.

## Resumen
Campeón de Tercera División y asciende a Segunda División:
| - R. C. Celta de Vigo |